# Parabezzia bystraki
Parabezzia bystraki är en tvåvingeart som beskrevs av Eileen D. Grogan och Wirth 1977. Parabezzia bystraki ingår i släktet Parabezzia och familjen svidknott. Inga underarter finns listade i Catalogue of Life.